# ۲-برموبوتان
۲-برموبوتان (به انگلیسی: 2-Bromobutane) با فرمول شیمیایی C۴H۹Br یک ترکیب شیمیایی با شناسه پاب‌کم ۶۵۵۴ است. که جرم مولی آن ۱۳۷٫۰۲ g/mol می‌باشد. 